# 電壓分配定則
電壓分配定則（英語：Voltage divider rule），是指在串聯電路中，各負載分到的電壓與其阻抗成正比關係。依此原理所實作的電路又被稱為分壓器。
依克希荷夫電壓定律，電源電壓為各阻抗的電壓降的總合。
{\displaystyle V_{e}=\sum _{k=1}^{n}V_{k}=V_{1}+V_{2}+\cdots +V_{n}}
總阻抗
{\displaystyle Z_{\mathrm {total} }=Z_{1}+Z_{2}+\cdots +Z_{n}}
依歐姆定律，電路電流為電源電壓除以總阻抗。
{\displaystyle I={\frac {V_{e}}{Z_{\mathrm {total} }}}={\frac {V_{e}}{Z_{1}+Z_{2}+\cdots +Z_{n}}}}
各阻抗的電壓降
{\displaystyle V_{n}={\frac {V_{e}}{Z_{total}}}\cdot Z_{n}=I\cdot Z_{n}}

在只有2個阻抗的串聯電路裡，相關計算公式可以簡化為：
{\displaystyle I={\frac {V_{\mathrm {in} }}{Z_{1}+Z_{2}}}}
{\displaystyle V_{\mathrm {in} }=I\cdot (Z_{1}+Z_{2})}
即
{\displaystyle V_{\mathrm {out} }={\frac {Z_{2}}{Z_{1}+Z_{2}}}\cdot V_{\mathrm {in} }}
{\displaystyle V_{\mathrm {out} }=I\cdot Z_{2}}

## 相關
- 電位器，又稱為可變電阻器
- 電流分配定則
- 電容分壓器

## 外部連結
- Voltage Divider Rule (VDR) （页面存档备份，存于）
- Calculator: voltage divider - loaded and open circuit （页面存档备份，存于）